# Bayandzürh (distrikt i Mongoliet, Ulaanbaatar)
Bayandzürh är ett distrikt i Mongoliet.   Det ligger i provinsen Ulaanbaatar, i den centrala delen av landet, 24 km öster om huvudstaden Ulaanbaatar.